# Mathew Hayman
Mathew Hayman (ur. 20 kwietnia 1978 w Camperdown) – australijski kolarz szosowy.

## Najważniejsze osiągnięcia
1996
- 2. miejsce w mistrzostwach świata (do lat 19, jazda ind. na czas)

2001
- 1. miejsce w Vuelta a Mallorca
  - 1. miejsce na 2. etapie

2005
- 1. miejsce w Sachsen-Tour

2006
- 1. miejsce w Commonwealth Games (start wspólny)

2007
- 4. miejsce w Dwars door Vlaanderen

2009
- 4. miejsce w Gandawa-Wevelgem

2010
- 5. miejsce w Dwars door Vlaanderen

2011
- 1. miejsce w Paryż-Bourges
- 3. miejsce w Omloop Het Nieuwsblad
- 4. miejsce w Dwars door Vlaanderen
- 10. miejsce w Paryż-Roubaix

2012
- 8. miejsce w Paryż-Roubaix

2013
- 3. miejsce w Dwars door Vlaanderen

2016
- 1. miejsce w Paryż-Roubaix